# Die Herrin von Thornhill
Die Herrin von Thornhill (Originaltitel: Far from the Madding Crowd) ist ein britisches Filmdrama des Regisseurs John Schlesinger aus dem Jahr 1967. Das Drehbuch basiert auf dem Roman Am grünen Rand der Welt von Thomas Hardy. Julie Christie verkörpert Bathsheba Everdene, eine leidenschaftliche junge Frau, die im Leben und in der Liebe dreier verschiedener Männer eine wesentliche Rolle spielt. In Deutschland erschien der Film am 2. August 1968 in den Kinos.

## Handlung
England, Viktorianisches Zeitalter: Die eigenwillige Bathsheba Everdene erbt die Farm ihres Onkels in Weatherbury. Ihr früherer Nachbar Gabriel Oak, der durch einen Fehler seines Hundes seine eigene Schafherde verloren hat, bewirbt sich bei ihr um eine Anstellung. Gabriel hatte ihr seinerzeit einen Heiratsantrag gemacht, den Bathsheba jedoch abgelehnt hatte. Da er sehr tüchtig ist, wird er eingestellt. Zwischen ihm und Bathsheba kommt es jedoch immer wieder zu Unstimmigkeiten, sodass sie ihn nach einiger Zeit entlässt. Als ein Teil ihrer Tiere erkrankt, kann nur Gabriel helfen, sodass sie bei ihm Abbitte leisten muss, damit er zurückkommt.
Da Bathsheba aus einer Laune heraus ihrem Nachbarn William Boldwood einen Valentinsgruß hat zukommen lassen, wirbt der Farmer, der sich in die eigenwillige Frau verliebt hat, aufrichtig um sie. Für seinen Heiratsantrag bittet sie sich Bedenkzeit aus. Doch dann lernt sie den schneidigen Offizier Frank Troy kennen und verliebt sich in ihn. Bathsheba weiß nicht, dass Frank die Hochzeit mit dem von ihm schwangeren Dienstmädchen Fanny Robin abgesagt hat, nur weil diese aus einem Versehen heraus die falsche Kirche aufgesucht hatte. Er fühlte sich dadurch gekränkt und vor seinen Kameraden lächerlich gemacht, dass er am Altar vergeblich auf sie wartete. Obwohl Bathsheba viel Negatives über Frank zu Ohren kommt, gibt sie ihrer Verliebtheit nach und beide heiraten.
Die Ehe verläuft nicht glücklich. Schon am Hochzeitstag verleitet er die Angestellten dazu, dem Brandy reichlich zuzusprechen. Als ein Unwetter aufzieht, ist nur Gabriel da, um die Farm vor schlimmerem Schaden zu bewahren. In der Folgezeit verspielt Frank einen großen Teil des Vermögens seiner Frau. Durch ihn entstehen zudem Streitereien unter den Farmarbeitern. Als Fanny im Kindbett stirbt, gibt Frank Bathsheba gegenüber zu, dass er sie nie wirklich geliebt habe und ihm Fanny näher sei als sie ihm je sein könne. Für ihn sei Fanny seine wahre Frau. Frank kümmert sich noch darum, dass seine tote Geliebte eine schöne Grabstätte mit Stein erhält, dann verlässt er seine Frau und verschwindet, nachdem er seine Kleidung vollständig am Ufer abgelegt hat, im Meer.
Bathsheba lässt sich von William, der sie mit aller Kraft liebt, dazu drängen, ihm das Versprechen zu geben, dass sie ihn in spätestens sechs Jahren – falls ihr Mann bis dahin nicht zurückgekommen sei – heiraten werde. Als er ein Fest ihr zu Ehren gibt, bittet er Bathsheba, nur heute seinen Ring zu tragen. Gerade will er sein Glas auf die von ihm geliebte Frau erheben, als die Tür sich öffnet und Frank den Raum betritt. Er will, dass Bathsheba mit ihm kommt, William zieht seine Waffe und erschießt Frank ohne Vorwarnung. Bathsheba bricht über ihm zusammen und William schaut mit leerem Blick in ihre Richtung. Bathsheba vereint Frank im Tod wieder mit Fanny Robin.
Eine ganze Weile ist vergangen, als Gabriel Bathsheba von seinem Plan in Kenntnis setzt, nach Amerika auswandern zu wollen. Nun endlich ist Bathsheba klar, dass sie immer Gabriels Stärke und selbstlose Hilfsbereitschaft gebraucht hat. Sie reitet zu ihm, woraufhin er meint, dass es für ihn nur einen Grund geben könne zu bleiben, dass er von nun an immer an ihrer Seite aufwachen dürfe. Glücklich fällt sie ihm in die Arme.

## Hintergrund
Der Film wurde in den südwest-englischen Grafschaften Dorset und Wiltshire gedreht. Einen Gastauftritt als Musiker hat der britische Folk-Geiger Dave Swarbrick. Drei Jahre nach den Dreharbeiten zu diesem Film begann Nicolas Roeg eine neue Karriere als Regisseur.
1915 wurde der Roman schon einmal verfilmt. In dem Stummfilm wirkten unter der Regie von Laurence Trimble Florence Turner als Bathsheba und Henry Edwards als Gabriel mit. 2015 folgte mit Am grünen Rand der Welt eine weitere Verfilmung der Vorlage.

## Kritiken
Das Lexikon des internationalen Films beschreibt den Film als „mit großem Aufwand und handwerklicher Sorgfalt inszeniert, ansprechend durch die hervorragende Hauptdarstellerin und die Schönheit der Landschaft, insgesamt aber eine eher gefühlsbetonte Unterhaltung, die zu sehr nach Schablone erdacht ist.“
Variety beanstandete, dass das Drehbuch „zu nah an Hardys Original“ liege, „sodass Regisseur Schlesinger nur gelegentlich seinen eigenen Film drehen konnte“. Roger Ebert von der Chicago Sun-Times bemängelte die stereotype Charakterisierung der Protagonisten. Außerdem werde den wahren Beweggründen der weiblichen Hauptfigur ausgewichen, um ein homogenes und kraftvolles Mainstream-Produkt zu fertigen.
Der TimeOut Filmguide hob die bewegende Kameraarbeit Roegs hervor. Dagegen wurde Julie Christie als Fehlbesetzung angesehen. Es handle sich zudem um „augenscheinliche Propaganda“. Zwar „beinhaltet die Geschichte genug dramatische Aspekte“, doch werde sie „auf gängige Stereotypen und den Gut-und-Böse-Mechanismus reduziert“.

## Auszeichnungen
Der Film wurde mit zwei NBR Awards ausgezeichnet, als Bester Film und für Peter Finch als Bester Hauptdarsteller.
Zudem erhielt das Drama eine Oscar-Nominierung in der Kategorie Beste Filmmusik sowie drei Nominierungen für den Golden Globe in den Kategorien Bester Film (Drama), Bester Hauptdarsteller (Drama) und Beste Nebendarstellerin. Außerdem gab es zwei Nominierungen für den BAFTA Award in den Kategorien Beste Kamera (Farbe) und Beste Kostüme (Farbe).
Das British Film Institute wählte Die Herrin von Thornhill im Jahr 1999 auf Platz 79 der besten britischen Filme aller Zeiten.